# Vitträsk (sjö i Kyrkslätt, Nyland, Finland)
Vitträsk är en sjö i Finland. Den ligger i kommunen Kyrkslätt i landskapet Nyland, i den södra delen av landet, 30 km väster om huvudstaden Helsingfors. Vitträsk ligger 22 meter över havet. Arean är 41,4 hektar och strandlinjen är 5,37 kilometer lång. Sjön  ingår i Finska vikens kustområde. 